# ゴルフスタジアム
株式会社ゴルフスタジアム (Golf Stadium Inc.) は、かつて存在したスポーツIT企業である。ゴルフスイング撮影・解析機「モーションアナライザー」（以下MAと略す）の開発を行なっていた。

## 概要
全国の練習場等、ゴルフ関連施設に設置のMAを使用したレッスン・スクールの開催の他、有名企業イベントへのMA貸し出しおよびインストラクター派遣の実績もある。
また、2006年7月にゴルファーのための会員制コミュニティーサイト「ごるスタ.jp」がオープン。また練習場向けにWEBコンテンツを提供する「コンテンツマネージメントシステム」（CMS）サービスも開始した。マイページではMAで撮影し、サーバーにアップしたスイング動画を管理・再生・解析やプロとの比較ができる他、レッスンインストラクターとのWEB上でのやり取りによる、「インターネットレッスン」も行なっている。
2006年9月には、完全WEB対応の「新型モーションアナライザー（MA2）」がリリースされ、鮮やかなオレンジ色の筐体は前代機よりスリムになり、操作も簡単となり、Edy決済機能も搭載された。江連忠が監修。

## 経営問題
3世代目の「モーションアナライザー3」を、「自社でウェブサイトを作成し、ウェブサイトに載せる広告料でモーションアナライザー3の割賦代金が賄える」ことを売り文句にレッスンプロ等に販売していた。しかし、2017年に入って広告料の支払いが滞り、ソフトを購入したレッスンプロは信販会社に対する債務を自ら負担しなければならなくなり、232名のレッスンプロは被害者の会を結成し、東京地方裁判所に信販会社7社に対する訴訟を起こした。さらに、ゴルフスタジアムの取引先だったKDDIが未払いのソフト代金・約4億円を支払うよう求めた訴訟で敗訴し、2017年6月28日に債権者から破産を申し立てられ、同年7月21日に東京地方裁判所から破産手続開始決定を受けた。負債総額は56億6202万円(破産申し立て書による)。ロッテ葛西ゴルフスクールを当社に委託していたロッテ葛西ゴルフは、7月22日にスクールの休止を決定。破産管財人は、スクール会員への影響を避けるべくロッテ葛西ゴルフを管理するロッテ不動産との間で、スクールの再開に関する協議を行っていたが、ロッテ不動産は7月28日に、破産管財人に対してロッテ葛西ゴルフスクールの運営委託契約を解除することを通告。これに伴い、ロッテ葛西ゴルフスクール自体も8月1日を以って終了することになった。
ゴルフスタジアムは2019年5月6日に法人格が消滅した。被害者の会は、法人格消滅後の同年9月19日に元社長など13人を相手取り、東京地方裁判所に対して損害賠償請求を提訴した。

## 沿革
1988年8月
- スポーツデータの収集及び分析を業とする会社として株式会社アソボウズを設立。

1989年
- 2画面動作解析ソフトの開発の開発に成功。

1994年
- 2画面動作解析ソフトがプロ野球・西武ライオンズの春季キャンプ（ハワイ・高知）に選手のフォームチェック用に採用され効果を上げ、読売巨人軍及び千葉ロッテマリーンズにも採用される。
- 野球スコアリングシステムの開発にも成功し、一部のプロ野球球団に採用される。

1995年
- JLPGAプロゴルファーである村口史子や、JPGA所属（当時）の渡辺司、大町昭義、ブライアン・ワッツ、芹澤信雄のフォームチェックに使用される。

1999年
- ゴルフスコアリングシステム（データ配信)を開発、「ダンロップフェニックストーナメント」に導入される。

2000年
- 野球スコアリングシステムが米国メジャーリーグ（ヤンキース・メッツ・マリナーズ)で採用される。

2001年
- 米国・「ニューズウィーク」誌に紹介される。

2002年9月
- ゴルフスイング2画面動作解析機（MA）の開発を開始。

2003年4月
- MAのプロトタイプが完成。

2004年9月
- 株式会社アソボウズよりゴルフ部門を分離・独立し、ゴルフに関する各種データの取得と配信及び「ゴルフスタジアム ドットコム」の運営会社として「ゴルフスタジアム」を設立する。
- 初代MAが完成。リリースを開始する。

2004年10月
- 株式会社ネクサスと「ゴルフスタジアム ドットコム」の運営、MAの設置の協力に関する基本合意書に調印。
- 株式会社ネクサスが資本参加及び役員を派遣。

2005年5月
- MAの設置が全国100ヶ所を超える。

2006年7月
- ゴルファーのための会員制コミュニティーサイト「ごるスタ.jp」をオープンさせる。
- 練習場向けコンテンツマネージメントシステムサービスを開始。

2006年9月
- 江連忠監修による「モーションアナライザー2（MA2）」をリリース。

2007年3月
- 江連忠、上田桃子両プロのブログ、ゴルフスイングを閲覧できるサービス「ごるブロ」をリリースする。

2010年7月
- 株式会社イーゴルフを吸収合併

2017年6月
- 本社を千代田区から豊島区のバーチャルオフィスへ移転
- 前述の経営問題をきっかけに債権者から破産を申し立てられる。

2017年7月21日
- 破産手続開始決定。負債総額は56億6202万円。

2017年7月28日
- 破産管財人に対し、ロッテ葛西ゴルフから、受託していたロッテ葛西ゴルフスクールの運営委託契約を解除することを通告（ロッテ葛西ゴルフスクールは8月1日付で閉校）。

2019年5月8日
- 法人格消滅。